# Чистяково
Торез (на украински: Торе́з) е град с областно значение в Донецка област, Украйна.

## География
Разположен е в Донецкия басейн на автомобилния път, свързващ градовете Донецк и Луганск. Около него се формира Торезката агломерация с население от 95 632 души.

## История
На мястото, където днес се намира градът, за първи път е изградено селище през 1778 г. Основано е от избягали крепостни селяни. През 1800 г. селището е известно с името Алексеевка и е наброявало 225 души.
През 1960-те години се превръща в център за добив на каменни въглища. През втората половина на XIX век вече носи името Чистяково.
Градът е преименуван на 16 юли 1964 г. от Чистяково на Торез в чест на дееца на Френската комунистическа партия Морис Торез.

## Икономика
Днес Торез е голям град и е развит промишлен и минен център. Той е сред центровете за добив на въглища в Украйна.